# Цех

| Герби цехів |                  |             |            |
| 1 Шевці     | 2 Рибалки        | 3 М'ясники  | 4 Стригалі |
| 5 Ткачі     | 6 Малярі         | 7 Мірошники | 8 Муляри   |
| 9 Теслярі   | 10 Покрівельники | 11 Кравці   | 12 Пекарі  |
| 13 Лимарі   | 14 Ковалі        | 15 Кушнірі  | 16 Чинбарі |

Цехи́ (від нім. Zech) — закриті корпоративні спілки, що складалися з членів, приналежних до одного або кількох зближених ремісничих фахів, поширені в містах Західної Європи починаючи з XI—XII століття.

## Історія
Цехи (нім. Zeche, також Zünfte, однина Zunft) — у містах феодального суспільства організації ремісників, які були економічно самостійними виробниками.
Найбільш розвинені форми організації міських ремісників склалися в країнах Західної Європи, де населення середньовічних міст добилося широких прав самоврядування. Завойовані міщанами права полегшили як об'єднання ремісників в цехи, так і розвиток цехів, що вже склалися. Цехи з'явилися у Франції, Німеччині, Англії в XI—XII ст. (в Італії, можливо, ще раніше) і досягли повного розвитку в XIII—XIV ст. У цей час у більшості міст Західної Європи ремісники різних спеціальностей об'єдналися в цехи (виникли цехи ткачів, сукноробів, фарбувальників суконь, чоботарів, шкіряників, ремісників, що виготовляли різні вироби з металу, теслярів, пекарів, м'ясників і т. д.). Типового характеру цехи як станові об'єднання ремісників набули за середньовіччя. Особливого розвитку вони зазнали в німецьких країнах, звідки через Польщу поширилися і в Україні, головним чином у містах, що користувалися маґдебурзьким правом. Ремісничі цехи спричинилися до розвитку міського самоуправління й творили у ньому, поряд з патриціями, купцями та іншими станами численний прошарок населення. Діючи спершу лише як професійно-суспільні організації ремісників, цехи згодом оформилися як речник ремісничого стану. Вони поставали з метою захисту інтересів ремісників-виробників, для здобуття й утримання певних виняткових прав, встановлення внутрішньої дисципліни серед членів, контролю над виробничими відносинами, цінами, збутом товарів тощо. Цехи монополізували певні ремесла для закритих груп осіб — своїх членів («братів»), усували конкуренцію, дбали за професійну етику і всіляко боронили привілеї своїх членів. Вступ до цехів був затруднений і обмежений. Подібними до ремісничих цехів, іноді з тією ж назвою, були фахові організації учителів, лікарів, аптекарів, адвокатів, нотарів; згодом вони почали називатися ґільдіями, а назва цех залишилася для ремісничих об'єднань.
Попередники цехів в Україні-Русі були відомі з літописів дружини ремісників, що мали своїх старшин; про їхню організацію і роль знаємо дуже мало. Перші цехи на українських землях виникли в 14 ст. (цехи шевців у Перемишлі, 1381), згодом були відомі львівські цехи (1425 року їх було 10; у середині 17 ст. — до 30). Цехи відомі також у Луцьку (середина 16 ст. — 5 цехів), Ковелі, Кам'янці, Володимирі, Холмі, Красноставі, Тернополі та інших містах. Найвідомішими були цехи столярів і золотників у Львові, що мали усталену репутацію у всій Польщі.
Особливого розвитку цехи зазнали у 17-18 ст., коли поширилися на Правобережжя і на Гетьманщину. 1552 року в Києві діяло 17 цехів; найбільшими були: шевців (1762 — 643 майстри), кравців (327), ткачів (109), рибалок (266), музик (243), бондарів (243), пекарів (130), різників (124), малярів (177) тощо. З часом цехи як основна організація ремісників у містах охоплювали всю Україну (див. Ремесло).

## Принципи діяльності
Поза цехами діяли ремісники, що працювали на передмістях, у малих містечках, селах та у шляхетських володіннях, де цехи не мали права на винятковість. Порівняно з членами цехів ці ремісники мали обмежені права, усувалися від конкуренції з цеховими ремісниками, взагалі не допускалися до діяльності там, де існував цеховий устрій. Цехи об'єднували майстрів одного фаху, що працювали з товаришами (підмайстрами) й учнями у власному підприємстві з відносно простою технікою; ручна праця була основним джерелом робочої енергії. Організація забезпечувала певні економічні інтереси майстрів, монополізувала ринок збуту, усуваючи позацехових ремісників, та дбала за професійну етику членів (фаховість, солідність у виробництві, справедливі ціни тощо), контролювала їхню поведінку, як також опікувалася родинами померлих членів; іноді цехи утримували шпиталі. На чолі цеху стояв обраний цехмістер і управа. Цехи керувалися власними статутами (уставами), що їх затверджував маґістрат, іноді й королівська влада. Деякі передові цехи ухвалювали з незначними змінами статути цехів менших міст. Іноді постанови цехів виконувала і щодо не членів міська влада, наприклад, порушення цехових привілеїв каралися гривною, конфіскацією вироблених предметів або й арештом нецехових робітників, так званих партачів. Прийом нових членів (майстрів) був пов'язаний з різними умовами: учнівство, праця підмайстром, виконання показового продукту (Meisterstück) й оплата на користь цеху. Ці умови були полегшені для синів і зятів майстрів, які мали успадкувати підприємство. Член цеху складав, крім цехової, присягу перед маґістратом, чим визнавав міське право. Повноправними членами цехів були тільки майстри; підмайстри й учні перебували у залежному становищі, зокрема останніх надмір використовували. Тому для самозахисту і взаємодопомоги подекуди існували й окремі товариства підмайстрів і так звані господи (їхні домівки з помешканням) під проводом старшого майстра.
Організовані в цехи ремісники мали свій внутрішній кодекс поведінки, дисципліни, санкцій (діяли цехові суди), свої обряди, касу (цехова «скринька»), прапор, печатку, знак (так звані «цехи»), і навіть цехове вбрання для різних урочистостей (церковні свята, похорони, обіди, засідання тощо); були спеціальні відзнаки (герби) відповідно до профілю ремесла. Спільно відбували члени цехів («братчики») релігійні свята, опікувалися якоюсь церквою чи каплицею, давали віск на церкву. Деякі цехи мали власні приміщення, наприклад, у Києві на Подолі був будинок шевського цеху з садибою. З своїх фінансових засобів цехи утримували варту, допомагали міській поліції і пожежній службі. Деякі цехи утримували власні крамниці для збуту товарів своїх майстрів. Музичний цех у Києві був засновником міської оркестри та музичної школи, що діяла у 18 ст.
Цехи мали своїх представників у маґістраті. Діяло назагал цехове право, що санкціонувалося центральною і міською владою. В економічних стосунках виникали конфлікти між цехами й купцями та їхніми організаціями, які підтримували вільну конкуренцію і домагалися допущення нецехових ремісників до ринків, Також шляхта противилася автономії цехових корпорацій і так званого нецехового примусу (Zunftzwang), за яким нецехові ремісники позбавлялися певних прав.
Будучи західного походження, цехи в Україні були тісно пов'язані з римо-католицькою релігією, діяли насамперед серед римокатоличного населення (німців і поляків); православні українці й вірмени мали утруднений доступ до цехів, хіба що ставали католиками чи згодом уніатами (але й ці не були рівноправні). Були винятки, коли православних ремісників приймали до цеху чи толерували як підмайстрів чи учнів.
На східно-українських землях діяли цехи, сформовані з православних ремісників. Євреїв взагалі не допускали до цехів, але вони повільно захоплювали деякі ремесла, бувши тільки партачами. Там, де існували католицькі цехи, православні українці утворювали окремі власні організації, так звані, братства з членів різних професій та загалом міщан. Братства мали культурно-релігійні цілі, насамперед національну оборону. Євреї подекуди створювали власні цехи і на це здобували дозвіл центральної чи міської влади.

## Ліквідація цехів
Зростання позацехового ремісництва, виникнення мануфактури, внутрішнє послаблення цехів через брак дисципліни і зниження професійних стандартів призвели до зменшення ролі й розкладу цехів та цехового устрою під Польщею. Хоч цехи існували ще впродовж всього 18 століття, вони втратили первісну монополію й автономію, бо нецехові ремісники були поступово емансиповані.
На Лівобережжі 1785 року, а на Правобережжі 1840 року — царський уряд ліквідував автономію цехів, підпорядкувавши їх адміністрації. Реґляментували ремісничу діяльність і цехи закони Петра І (1722), Катерини II (1785); за останньої цехові ремісники ставали одним з 6 розрядів міського населення, але натоді ще не утворився окремий ремісничий стан.
«Статут цехів» Павла І 1799, а зокрема реорганізація цехів 1802 дали початок окремому ремісничому станові. «Вічнозаписані» ремісники з цехів користувалися всіма правами міщан і платили податки на противагу до ремісничої прислуги і робітників.
У кінці 19 століття російське законодавство почало ліквідувати цехи, і вони стали перетворюватися в ремісничі товариства з харитативними цілями; наприклад, 1886 київський шевський цех перетворили на спілку «Взаємодопомога».
У 1900 році цехи скасовані в Росії остаточно.
На західно-українських землях австрійський уряд видав патент 1788 року про регламентацію діяльності цехів, дозволяючи займатись ремеслом поза цехом. Остаточно ліквідовано цехи 1859 року.